# Cá heo sông Amazon
Cá heo sông Amazon hay Boto, Boutu, hoặc cá heo sông (màu) hồng (danh pháp hai phần: Inia geoffrensis) là một loại cá heo sông nước ngọt đặc hữu của hệ thống sông Amazon và sông Orinoco. Là loài cá heo sông lớn nhất, loài này khác với cá heo Tucuxi (Sotalia fluviatilis), là một loài cá heo to hơn Boto nhưng lại không phải là cá heo sông thực sự.
IUCN liệt kê nhiều tên khác để mô tả loài này, bao gồm Amazon Dolphin, Boto Vermelho, Boto Cor-de-Rosa, Bouto, Bufeo, Dauphin de l'Amazone, Inia, Pink Dolphin, Wee Quacker, Pink Freshwater Dolphin, Pink Porpoise, và Tonina.

## Phân loại
Loài này được Henri Marie Ducrotay de Blainville mô tả lần đầu tiên năm 1817. Ban đầu, cá heo sông Amazon thuộc siêu họ Platanistoidea. Tuy nhiên, ngày nay, cá heo sông Amazon đã được phân loại lại vào siêu họ Inioidea. Không có sự thống nhất về thời điểm và cách thức chúng xâm nhập vào lưu vực sông Amazon; loài này có thể đã từ Thái Bình Dương xâm nhập vào sông Amazon trong thế Miocen, trước khi hình thành dãy Andes, hoặc xâm nhập từ Đại Tây Dương.
Phân loại năm 1998 chỉ liệt kê một loài, I. geoffrensis trong chi Inia, với ba phân loài được công nhận:
- I.g. geoffrensis - các cá thể trong lưu vực sông Amazon (ngoại trừ khu vực thoát nước sông Madeira, phía trên ghềnh Teotonio tại Bolivia).[4]
- l.g.boliviensis - các cá thể lưu vực sông Amazon tại khu vực thoát nước sông Madeira.[7]
- I.g. humboldtiana - các cá thể lưu vực sông Orinoco.

Một số phân loại cũ liệt kê các cá thể boliviensis như một loài riêng biệt.

## Mô tả

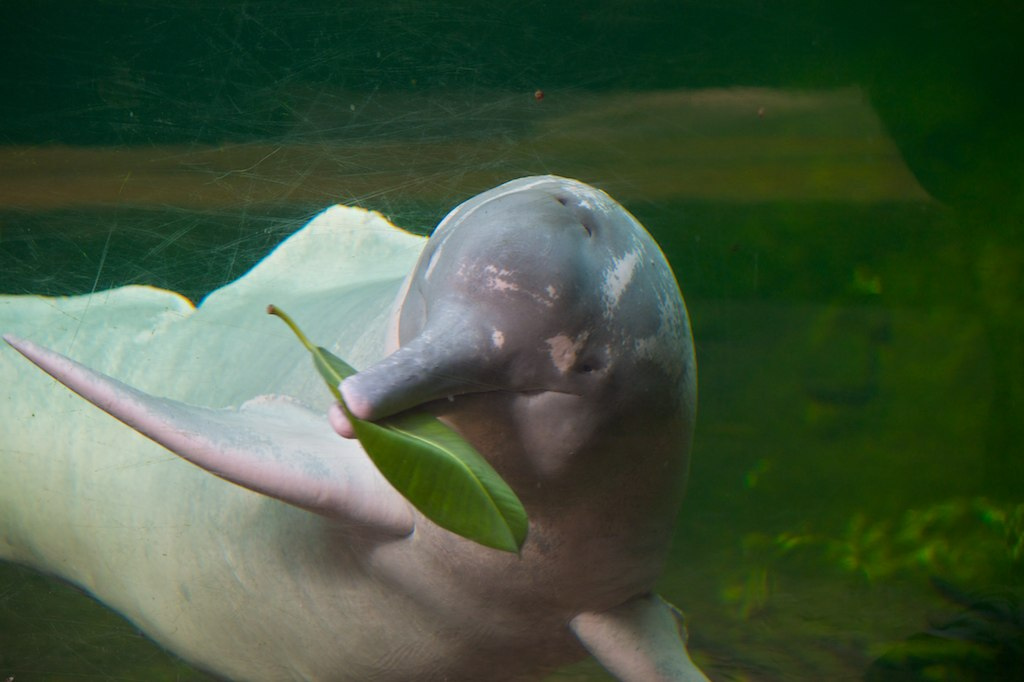
Cá heo đực sông Amazon có màu hồng đặc hoặc màu xám / hồng lốm đốm.

### Sinh học
Cá heo sông Amazon là cá heo sông lớn nhất. Con đực trưởng thành đạt chiều dài và trọng lượng tối đa là 2,55 m (trung bình 2,32 m) và cân nặng 185 kg (trung bình 154 kilôgam (340 lb)), trong khi con cái đạt chiều dài và trọng lượng là 2,15 m (trung bình 2 m) và cân nặng 150 kg (trung bình 100 kg). Nó là loài có tính lưỡng hình giới tính rất rõ ràng, với con đực có số đo và cân nặng hơn con cái từ 16% đến 55%, khiến nó trở nên độc nhất vô nhị trong số cá heo sông, nơi con cái thường lớn hơn con đực.
Tuổi thọ của cá heo sông Amazon trong tự nhiên vẫn chưa được xác định, nhưng trong điều kiện nuôi nhốt, tuổi thọ của những cá thể khỏe mạnh đã được ghi nhận là từ 10 đến 30 năm. Tuy nhiên, tuổi thọ trung bình ở động vật nuôi nhốt chỉ là 33 tháng. Một cá thể tên là Baby tại Sở thú Duisburg, Đức, đã sống ít nhất 46 năm, dành 45 năm 9 tháng ở sở thú.

### Hành vi
Cá heo sông Amazon thường được nhìn thấy đơn lẻ hoặc thành đôi, nhưng cũng có thể xuất hiện trong các đàn hiếm khi chứa nhiều hơn 8 cá thể.

### Chế độ ăn
Chế độ ăn của cá heo sông Amazon đa dạng nhất trong các loài cá voi có răng. Danh sách các loài chúng ăn bao gồm ít nhất 53 loài cá khác nhau, được nhóm lại trong 19 họ. Kích thước con mồi là từ 5 đến 80 cm, với trung bình là 20 cm. Các loài cá được tiêu thụ thường xuyên nhất thuộc về các họ Sciaenidae, họ cá Cichlidae và họ cá Characidae. Răng của cá heo cho phép chúng cắn mai của rùa sông và cua nước ngọt. Chế độ ăn đa dạng hơn trong mùa mưa, khi cá sống rải rác ở các vùng ngập nước ngoài lòng sông, do đó, việc đánh bắt trở nên khó khăn hơn. Chế độ ăn trở nên chọn lọc hơn trong mùa khô khi mật độ con mồi lớn hơn. 
Thông thường, những con cá heo này hoạt động và kiếm ăn suốt ngày đêm. Tuy nhiên, chúng chủ yếu là lúc chạng vạng. Chúng tiêu thụ khoảng 5,5% trọng lượng cơ thể mỗi ngày.